# デヴ・ヴィラソーミ
デヴ・ヴィラソーミ（1942年3月16日 - 2023年11月7日）は、モーリシャスの作家。モーリシャス・クレオール語で創作し、この言語の擁護者としても知られる。

## 生涯
イギリス領モーリシャスに生まれる。インドからの契約労働者の家系で、当時のモーリシャスでは裕福な家庭に属していた。母親のグナはフランス語にも堪能で、幼少期のデヴにはモーリシャス・クレオール語の詩歌を聞かせた。叔父のイラナは語り部として子供に人気があった。幼少期のデヴは母や叔父に影響を受けて育った。
グナはデヴが9歳の時に死亡し、グナの兄ラムによって育てられた。エジンバラ大学へ留学すると応用言語学を学び、『モーリシャス・クレオールの再評価に向けて（Towards a re-evaluation ouf Mauritian Creole）』（1967年）という論文を発表した。幼少期からの体験で、モーリシャス・クレオール語が自分たちの母語であると考え、モーリシャス語と呼ぶことを提唱した。そして、モーリシャス語で創作をすることを目標とした。この当時から、研究の同志で伴侶でもあるロガ（Loga Virahsawmy）と暮らしている。
1968年にモーリシャスが独立すると、政治家となるため選挙に立候補して当選した。1972年には反政府の活動家として逮捕され、獄中で創作を行った。モーリシャスを統合し国民国家として成長するために、モーリシャス語を母国語として確立するための実践を続けた。のちに英語教師として暮らし、英語の教育法としてモーリシャス語の教本も発表した。創作はモーリシャス語で続けながら、英語やフランス語の古典をモーリシャス語に翻訳した。
2023年11月7日に死亡した。その生涯は、妻のロガが出版した『The Lotus Flower』（2017年）に詳しい。ロガはフェミニストでありジェンダーとメディアの組織も運営した。

## 作品
モーリシャスは口承文芸の影響が強く、デヴも口承性を活かした詩や戯曲から創作を始めた。初のモーリシャス語の戯曲『やつ』（1972年）は獄中で執筆され、舞台には登場しない政治犯をめぐる警察や市民のドラマが描かれている。登場人物は叙事詩『マハーバーラタ』や聖書をモチーフとした名前で役割を暗示しつつ、当時のモーリシャス社会を伝える内容にもなっている。『やつ』はフランスで好評を受け、第11回アフリカ演劇大会（1981年）では第1位を受賞した。しかしモーリシャスでは禁止され、上演が可能になったのは21世紀に入ってからだった。
シェイクスピア作品を多数モーリシャス語に翻訳しており、自作の中でもシェイクスピアをモチーフとしている。戯曲『あらし』（1991年）では、『テンペスト』を下敷きにしながらも、キャリバンを思わせるカリバンというキャラクターが新しい国の中心となる展開がある。本作のカリバンは、ヨーロッパに対するモーリシャス人のイメージを託されており、植民者に対する被植民者を体現している。『あらし』は1999年にロンドンでも上演された。
翻訳家としては、シェイクスピアの他に、ジョージ・オーウェル『動物農場』、『バガヴァッド・ギーター』なども手がけた。全ての作品は、公式ホームページで閲覧できる。

## 主な作品

### 戯曲
- - Li. 1972. - 日本語訳『やつ』, 小池理恵翻訳（2019年）[注釈 2]
  - Bef dâ disab: pies â de ak. 1979.
  - Bef dâ disab. 1980.
  - Linconsing finalay: pies â III ak. 1980.
  - Trazedi Sir Kutta-Gram: ên badinaz futâ. 1980.
  - Zeneral Makbef: pies â III ak. 1981.
  - Dropadi: teks pu ên trazi-komedi mizikal bazé lor Mahabharata. 1982.
  - Tâtin Madok: pies â ên ak. Maurice: [s.n.], 1983.
  - Krishna. 1983.
  - Zistwar Bisma: Komedi mizikal pu zâfâ. 1984.
  - Dokter Nipat: pies â III ak. 1983.
  - Profeser Madli: pies â III ak. 1984.
  - Sir Toby.Port Louis: LPT, 1998.
  - Abs Lemanifik: ên fâtezi â III ak. 1985.
  - Toufann: enn fantezi entrwa ak. 1991. - 日本語訳『あらし』, 小池理恵翻訳（2019年）[注釈 3]
  - Galileo Gonaz: piess an trwa ak. 1996.
  - Dokter Hamlet. 1996.
  - Hamlet II. 1996.
  - Mamzel Zann. 1997.
  - Ziliet ek so Romeo. 1998.
  - Ti-Marie. 1998.
  - Dernie vol. 2003.
  - Tabisman Lir. 2003.
  - Bistop. 2003.

### 詩
- - Disik salé. 1977.
  - Lafime dâ lizie. 1977
  - Lès lapo kabri gazuyé. 1980.
  - Trip séré lagorz amaré’'. 1980.
  - Mo Rapel. 1980.
  - Lôbraz lavi: solely feneâ. 1981.
  - Twa ek mwa. Rose Hill: 1983–1984.
  - Poem pu zâfâ. Rose Hill: 1983–1984.
  - Abs lemanifik: ên fâtezi â III ak. 1985.
  - The Walls. 1985
  - Nwar, Nwar, Nwar, do Mama. 1986.
  - Lalang peyna lezo. 1991.
  - Petal ek pikan parsi-parla. 1996.
  - Latchizann pou letan lapli. 1997.
  - Testaman enn metschiss. 1999.
  - Labouzi dan labriz. 2002.